# Blåa brigaden (pansar)
Blåa brigaden (PB 6), även kallad Gardesbrigaden, var en pansarbrigad inom svenska armén som verkade i olika former åren 1949–1979. Förbandsledningen var förlagd i Enköpings garnison, Enköping.

## Historik
Blåa brigaden tillkom 1949 genom försvarsbeslutet 1948, då fältregementet Stockholms infanteriregemente (I 31) fördelades på Blåa brigaden (PB 6) och Södermanlandsbrigaden (PB 10). Brigaden antog sitt namn efter den ursprungliga Blåa brigaden och blev därmed Sveriges andra aktiva gardesbrigad efter Gula brigaden (IB 1).
I början av 1970-talet blev brigaden och regementet föremål för Försvarets fredsorganisationsutredning, vilken utredde olika rationaliseringsåtgärder inom armén. Genom propositionerna 1973:135 och 1974:50 beslutades att brigaden skulle utgå ur fredsorganisationen. Efter riksdagsbeslutet framkom det att stridsvagnarna vid regementets brigad var i så pass gott skick att de bedömdes ha en livslängd fram till mitten av 1980-talet. I och med detta kom avvecklingsbeslutet att revideras, det vill säga att istället för att under en övergångsperiod förlägga pansarutbildning till Strängnäs, blev utbildningen kvar i Enköping fram till 1980.
Från och med den 1 juli 1979 kom brigadens tre pansarbataljoner bilda 6. pansargruppen, vilken ingick i territorialförsvaret inom Uppsala försvarsområde (Fo 47/48), där Upplands regemente (S 1) stod som mobiliseringsmyndighet. Bakgrunden till att pansarbataljonerna inte upplöstes var att riksdagen endast beslutat att fredsorganisationen skulle minskas, vilket medförde att brigadens pansarbataljoner kvarstod i krigsorganisationen och bildade en så kallad svartbrigad. Att bataljonerna kvarstod medförde per automatik en belastning för andra utbildningsförband, vilka då behövde utbilda och fylla på med nya förband till bataljonerna.
År 1981 påbörjades en överföring av bataljonerna till Södermanlands regemente (P 10), där 1. pansarbataljonen kom att bilda stommen i den nyuppsatta Södermanlandsbrigaden (MekB 10).

## Verksamhet
I jämförelse med övriga pansarbrigader som bildades åren 1949–1951, kom Blåa brigaden mer eller mindre att bildas från grunden. Det då stridsvagnsbataljonen bildades samtidigt som brigaden. Och ej från ett tidigare förband, som till exempel PB 7 och PB 8, vilka bildades genom två motorbrigader som omorganiserades till pansarbrigader. Stockholms infanteriregemente (I 31) kom till en början att utgöra stommen i brigaden, då det var ett fältregemente som fördelades på Blåa brigaden och Södermanlandsbrigaden (PB 10).
Brigaden gick direkt in i typförbandet Pansarbrigad 49. Pansarbrigad 49 bestod av en stridsvagnsbataljon och två pansarskyttebataljoner där pansarskyttebataljonerna utbildades vid Svea livgarde (I 1).
År 1957 började brigaden att omorganiseras efter typförbandet Pansarbrigad 58. Samma år kom Södermanlands regemente (P 3) att ombildas till pansarinfanteri. Södermanlands regemente övertog med det utbildningsansvaret för pansarinfanteriet som Svea livgarde tidigare ansvarat för. Denna organisationsförändring resulterade i att Blåa brigaden kunde tillföras och omsätta en hel bataljon varje år. År 1963 började pansartrupperna att organisera sina brigader efter typförbandet Pansarbrigad 63. Med det kom pansarskytteenheter i Blåa brigaden att utbildas direkt vid Göta livgarde.
Efter de tidigare riksdagsbesluten om att upplösa brigaden samt avveckla regementet, kom grundutbildningen vid regementet från 1976 att minskas. För att brigaden skulle bli fulltalig, samordnades udda utbildningar med Södermanlands regemente. Vid försvarsbeslutet 1977 uppstod möjligheter att renovera och förlänga livstiden på brigadens stridsvagnar. Detta medförde att när brigaden upplöstes den 30 juni 1979, kvarstod brigadens tre pansarbataljoner som 6. pansargruppen.

### Bataljoner
- 6. pansarbrigadstaben
  - 6. pansarspaningskompaniet
- 1. pansarbataljonen
- 2. pansarbataljonen
- 3. pansarbataljonen
- 6. pansarunderhållsbataljonen
- 6. pansaringenjörsbataljonen
- 6. pansarhaubitsbataljonen

## Förbandschefer
- 1949–1979: ???

## Namn, beteckning och förläggningsort
| Blåa brigaden | 1949-10-01 | – | 1979-06-30 |

| PB 6 | 1949-10-01 | – | 1979-06-30 |

| Enköpings garnison (F) | 1949-10-01 | – | 1979-06-30 |